# Glencore
Glencore PLC est une importante entreprise anglo-suisse de négoce, courtage et d'extraction de matières premières. Elle résulte de la fusion le 2 mai 2013 de Glencore, société de négoce fondée par le trader Marc Rich, et de Xstrata, entreprise d'extraction minière. Elle est basée en Suisse à Baar, dans le canton de Zoug.
En 2016, le groupe employait 155 000 personnes (dans 50 pays). Selon les données disponibles (fournies par l'entreprise lors de ses ventes d'actions), Glencore contrôlerait en 2011 environ 60 % du zinc mondial, 50 % du cuivre, 30  ou 38 % de l'aluminium, 25 % ou 28 % du charbon, et environ 10 % du grain et 3 % du pétrole,. Le groupe contrôlerait aussi au moins 45 % du marché mondial du plomb, un métal stratégique (pour les batteries, le nucléaire, l'armement et les munitions de guerre, de chasse et de tir sportif, le plomb tétraéthyle, etc.) dont le prix a beaucoup grimpé.
Son fondateur, Marc Rich a été poursuivi à plusieurs reprises pour corruption et évasion fiscale.
À partir des années 2010, Glencore est régulièrement citée dans des affaires de corruption et de pollution. L'entreprise est condamnée pour corruption dans divers procès en Europe, aux États-Unis et en Afrique et doit payer plus d'un milliard de dollars d'amendes. Après avoir œuvré durant 37 ans dans un halo de mystère, cette société très controversée qui a reçu en 2008 le prix du Public Eye Awards de la multinationale la plus irresponsable, est entrée en bourse en 2011. Son patron, Ivan Glasenberg, est présenté comme « le premier courtier du monde », avec 15,8 % des actions du groupe, représentant une enveloppe de 10 milliards de dollars (7 milliards d’euros), ce qui devrait forcer la multinationale à un peu plus de transparence.

## Histoire
Le groupe provient d'une société fondée par Marc Rich, un homme d'affaires belge controversé, qui a acquis plusieurs nationalités, dont américaine. Il a été condamné aux États-Unis pour violation d'embargo de 1983 à 2001 et accusé en 1983 par un grand jury fédéral américain de plus de 50 chefs d'inculpation, ayant fui en Suisse, finalement gracié après avoir fait partie de la liste dix fugitifs les plus recherchés du FBI.

### Fusion avec RusAl et Sual
En se rapprochant de Sual (ou Siberian-Urals Aluminium Company) en 2006 puis en fusionnant avec les deux leaders russes de l'aluminium (Rusal et Sual), Glencore acquiert une position monopolistique en créant le numéro un mondial de l'aluminium,. Ces deux groupes contrôlaient en 2005 95 % du marché russe de l'aluminium et 20 % du marché mondial. Ils sont issus d'une concentration par regroupements/rachats d'entreprises de l'Ex-URSS effectués lors de la libéralisation de l'économie russe et dans l'élan de « l'effet richesse résultant de la dévaluation de l'automne 1998 » ayant permis « la stabilisation d'une oligarchie capitaliste dans la métallurgie russe (...) dès 1997 mais surtout à partir de 1999 ».
Le grand producteur russe d'aluminium Rusal et Sual (producteur russe et possesseur de mines de bauxite et d'alumine) ont annoncé leur fusion avec Glencore, ce dernier apportant une grande part de ses actifs, donnant naissance au numéro un mondial du secteur. « C'est un événement historique, a déclaré le président du conseil d'administration de Sual, Viktor Vekselberg », précisant que ce nouveau groupe entrerait en bourse avant 18 mois.
La valeur potentielle du groupe serait de 25 à 40 milliards de francs. Le milliardaire russe Oleg Deripaska, magnat de l'aluminium dont la fortune est estimée à 14 milliards de dollars, deviendra le principal actionnaire de la nouvelle compagnie. En 2007, il détenait déjà 66 % des parts de Rusal (Viktor Vekselberg et Leonid Blavatnik, ses deux principaux partenaires en possédant 15 %).
L'entreprise aura une capacité de production de plus de 4 millions de tonnes d'aluminium primaire par an, a indiqué M. Vekselberg. Il dépassera ainsi l'américain Alcoa, qui produit 3,6 millions de tonnes d'aluminium par an, et le canadien Alcan qui en produit autant.
La création de ce nouveau géant a été préalablement approuvée par le président russe Vladimir Poutine qui avait encouragé M. Vekselberg en ce sens lorsque celui-ci lui avait présenté le projet de fusion le 13 septembre devant les caméras de télévisions.
En 2005 bien avant l'annonce de cette fusion, Rusal, la plus grande des trois compagnies ambitionnait déjà de dominer le marché de l'aluminium, visant 5 millions de tonnes d'aluminium primaire en 2013.
La direction de avait indiqué aussi s'intéresser d'autres métaux (cuivre, nickel...), suggérant une transformation possible du groupe en un géant minier diversifié du type du groupe minier BHP Billiton. Depuis plusieurs années, ces groupes prennent le contrôle d'installation portuaires et cherchent à développer leur marché à l'étranger, d'une manière agressive et « prédatrice » parfois.

### Période 2006-2013
En avril 2011, Glencore annonce vouloir entrer en bourse. Le mardi 24 mai 2011, Glencore entre en Bourse (opération préparée sous le nom de code « Galaxy » avec l'émission prévue de 6,4 milliards d'actions) à la Bourse de Londres (après que des cotations sur le marché gris de Londres ont commencé le 19 mai 2011'[réf. nécessaire]=). Le groupe annonce en mai 2011 qu'il compte vendre ses actions de 480 à 580 pence par titre pour son introduction à Londres mais aussi ensuite à Hongkong, visant ainsi à lever 10 milliards de dollars (6,7 milliards d'euros). La part du capital du groupe introduite en Bourse représente 16,4 % du capital. Le groupe annonce aussi prévoir l'émission de 10 % d'actions supplémentaires (surallocation) si la demande dépassait l'offre ; Ces 10 % portant l'offre à 11 milliards de dollars, ce qui est un nouveau record par rapport aux 10,6 milliards de dollars levés en 2006 sur la place de Londres par le russe Rosneft.
Selon Glencore, le groupe vaut alors environ 40 milliards d'euros[Quand ?] et de grands investisseurs (dont des fonds souverains de Singapour et d'Abu Dhabi) ont souscrit près de 31 % du capital (environ 3,1 milliards de dollars) ce qui selon certains analystes devait aider Glencore à augmenter (de 50,7 % à 93 %) sa participation dans Kazzinc, le complexe métallurgique kazakh de zinc, cuivre, plomb, or  (de la mine de Vasilkovskoe), argent et acide sulfurique (recyclage des fumées), situé à Öskemen (Kazakhstan-Oriental), qui produit en 2011 18 métaux élémentaires, et 23 produits finis, avec une capacité de raffinage de 370 000 tonnes par an de cuivre à laquelle s'ajoute le recyclage de 70 000 t/an de cathodes de cuivre (pour un potentiel de 87 500 t/an de recyclage de ces cathodes), ainsi qu'à financer d'autres investissements et réduire sa dette.
Le 25 mai 2011, Glencore entre en bourse à Hongkong après avoir, le 13 mai, annoncé une fourchette de prix pour la partie des titres réservée à Hongkong ; 66,53 dollars de Hong Kong l'action. 
Glencore, de par sa valeur boursière entre ensuite immédiatement dans le FTSE 100 (« ce qui n'est arrivé que deux fois jusqu'ici dans l'histoire de cet indice »), c'est-à-dire les cent plus grosses valeurs boursières du London Stock Exchange.
En juin 2011, en réponse à une rumeur véhiculée par la presse, le groupe a démenti (par un communiqué) vouloir acquérir l'un de ses concurrents Eurasian Natural Resources Corporation (ENRC), en raison de la considération par l'exécutif du groupe de la règle 2.8 du code City Code on Takeovers and Mergers sur les fusions et acquisition, en vigueur au London Stock Exchange. Glencore annonce toutefois se réserver le droit de faire à l'avenir une offre négociée avec le Takeover Panel  en cas d'offre d'une tierce partie pour ENRC, ou dans le cas d'un « changement important de circonstances ».
Entre septembre et novembre 2011, Glencore acquiert pour 278 millions de dollars les parts qu'il ne possède pas encore dans Minara Resources, entreprise australienne extrayant du cobalt et du nickel.

### Fusion avec Xstrata
Glencore veut depuis plusieurs années fusionner avec Xstrata (également basé en Suisse). La commission européenne a autorisé cette fusion, de même que les autorités sud-africaines, à certaines conditions. Mais la Chine tardant à avaliser cette fusion, la fusion a été repoussée à 2012, puis à 2013, après que Pékin a donné son accord. Cet accord est conditionné à un engagement de fourniture à la Chine durant 8 ans au moins de concentrés de cuivre, zinc et plomb, ainsi qu'à la vente de la participation de Xstrata dans la mine de Las Bambas (Pérou) avant le 30 septembre 2014, à un repreneur validé par Pékin pour une cession définitive au 20 juin 2015).
Le 2 mai 2013, Glencore International AG rachète Xstrata, pour devenir Glencore-Xstrata, la fusion donnant ainsi naissance à un géant mondial des matières premières,,,.
L'ancien premier ministre britannique Tony Blair est sollicité par Ivan Glasenberg (patron de Glencore) afin de faciliter l'OPA en intervenant auprès de son ami Hamad ben Jassem Al Thani, premier ministre de l’émirat et patron de Qatar Holding (deuxième actionnaire de Xstrata). Il perçoit une rémunération de 1,24 million d’euros pour trois heures de travail.

### Post-fusion
En février 2015, Glencore annonce son souhait d'offrir à ses actionnaires sa participation de 23,9 % dans Lonmin, une entreprise d'extraction de platine. En avril 2016, Glencore annonce la vente d'une participation de 40 % dans ses activités agricoles au fonds souverain canadien CPP Investment Board. En août 2016, Glencore annonce la vente d'une participation de 30 % dans la mine d'Ernest Henry à Evolution Mining pour 880 millions de dollars australiens. En octobre 2016, Glencore annonce la vente de sa filiale Glencore Rail, présente dans le transport de charbon en Australie, à Genesee & Wyoming pour 1,14 milliard de dollars australien, soit l'équivalent de 798 millions de dollars. En décembre 2016 Glencore et le fonds souverain du Qatar s'associent pour acquérir 19,5 % du groupe russe Rosneft. En février 2017, Glencore augmente sa participation pour 960 millions de dollars de 31 % dans la mine de Mutanda et de  11,05 % dans la mine de Katanga pour monter à une participation de respectivement 100 % et 86 %.
Le 6 décembre 2022, Glencore annonce la fermeture de 12 mines de charbon d'ici à 2035 pour tenir ses engagements de baisse de ses émissions de gaz à effet de serre de moitié à cette échéance. Il renonce également à ouvrir une nouvelle mine de charbon en Australie, dans la région du Queensland, qui aurait produit 20 Mt en 37 ans. Glencore va désormais « donner la priorité aux métaux du futur » pour ses dépenses d'investissement.
En février 2023, Glencore annonce un bénéfice (EBITDA) record de 34,1 milliards de dollars. La dette de l'entreprise passe de 6 milliards à la fin 2021 à un montant estimé à 75 millions à la fin de 2022. Les cours élevés du pétrole et du charbon expliquent ces très bons chiffres.
En novembre 2023, Teck Resources annonce la vente pour 8,9 milliards de dollars de ses activités dédiées au charbon à un consortium composé par Glencore, Nippon Steel et POSCO.

## Activités
Selon son site internet, Glencore est un groupe international de production intégrée et de marketing des matières premières ayant des activités dans la « production, l'approvisionnement, la transformation, le raffinage, le transport, le stockage, le financement et la fourniture de métaux et minéraux, produits énergétiques et produits agricoles » provenant de la production du groupe Glencore lui-même ou de tiers.
Glencore fournit aussi de l'ingénierie financière et logistique et d'autres services de la chaîne d'approvisionnement pour un large éventail de producteurs et consommateurs de produits.
Les clients sont principalement des industries métallurgiques, agroalimentaires (270 000 hectares de terres en culture déclarées en 2011), automobiles ou pétrolières et de production d'énergie ou de carburant (3 % du pétrole négocié dans le monde en 2010, avec de gros projets (en développement) en offshore au large de l'Afrique, mais aussi gaz, charbon, coke, etc.).
Le chiffre d'affaires de Glencore a atteint 177,4 milliards de dollars en 2016. Son bénéfice net aurait été de 3,8 milliards de dollars en 2010.
Le groupe posséderait aussi 55,7 milliards d’euros (79,8 milliards de dollars) de biens et 13,39 milliards d'euros (19,6 milliards de dollars) de participations dans d'autres entreprises.
Glencore a mis au point un système d'intégration verticale sans précédent (il était en 2011 par exemple propriétaire de près de 300 000 hectares de terres agricoles productives), tout en ayant « accès unique à l'information sur la production et la distribution » (du grain et des métaux ferreux), renforcé par « des bureaux présents partout dans le monde » note Devlin Kuyek, chercheur à GRAIN, une ONG travaillant sur le thème de la sécurité alimentaire ; selon lui il est préoccupant que les gens détenant cette information soient aussi des spéculateurs (Cf. possibles délit d'initié et conflit d'intérêts et possibilité de parier sur l'instabilité des marchés alimentaires et des matières premières).

Le groupe est aussi devenu assez puissant et monopolistique pour être peut-être devenu « l'une des rares sociétés minières capable de fixer les prix, plutôt que de les subir », selon Chris Hinde, directeur de la rédaction du magazine spécialisé « Mining Journal » qui ajoute que ce groupe qui possède des mines et emploie aussi les agents de change qui dans le domaine du commerce des matières premières œuvrent dans « un monde assez secret » et « fixent effectivement le prix de certains produits très importants ».

## Actionnaires

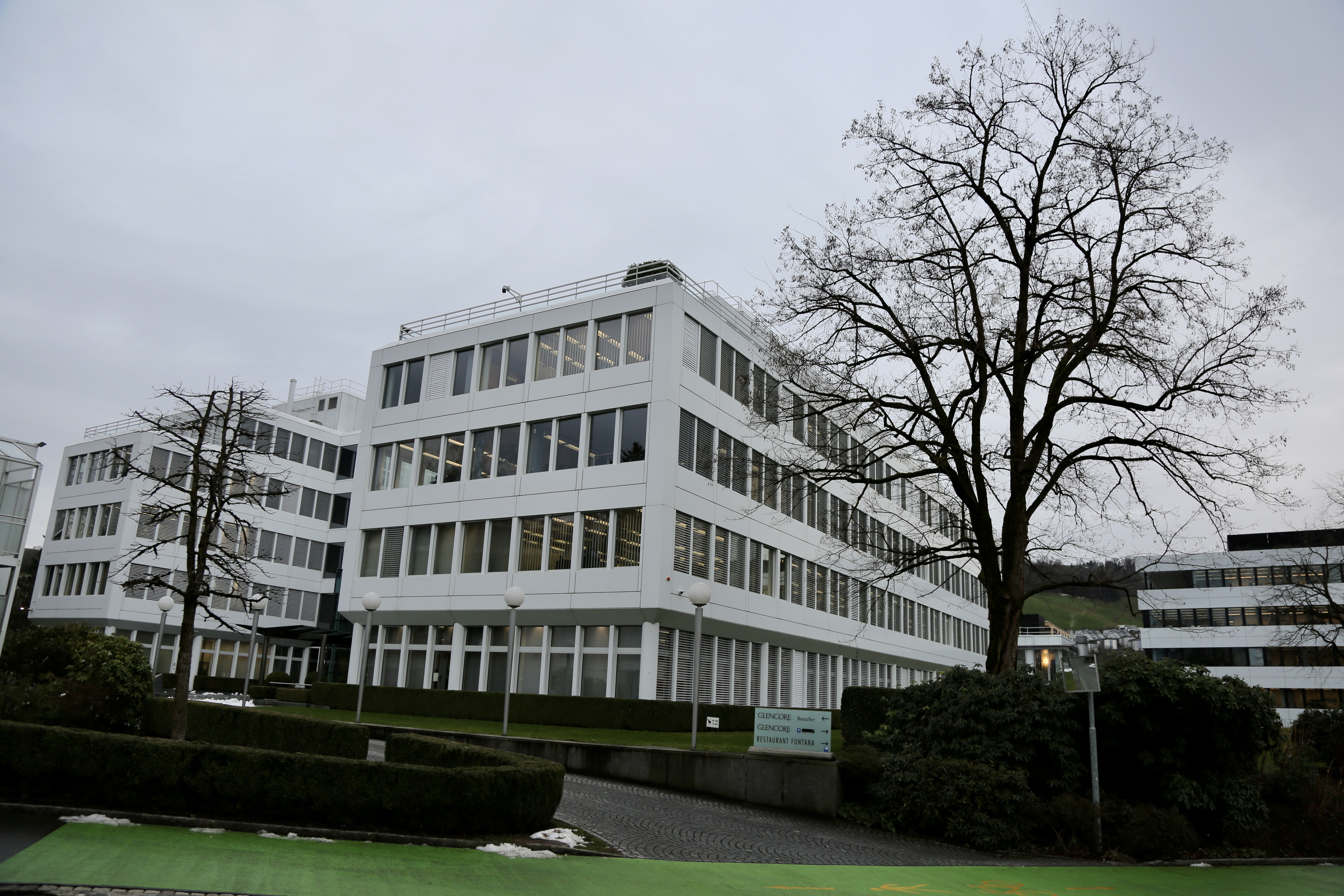
La siège social à Baar, Suisse

Liste des principaux actionnaires au 15 octobre 2019.
| Nom                                 | %       |
| Qatar Holding                       | 9,01%   |
| Ivan Glasenberg                     | 8,94%   |
| Glencore plc                        | 3,69%   |
| Daniel Francisco Maté Badanes       | 3,35%   |
| Aristotelis Mistakidis              | 3,32%   |
| Harris Associates                   | 3,17%   |
| William Blair Investment Management | 0,19%   |
| Peter Roland Coates                 | 0,012%  |
| Telemark Asset Management           | 0,0074% |
| John Mack                           | 0,0055% |

## Controverses, procès, condamnations et suspicions d'illégalités

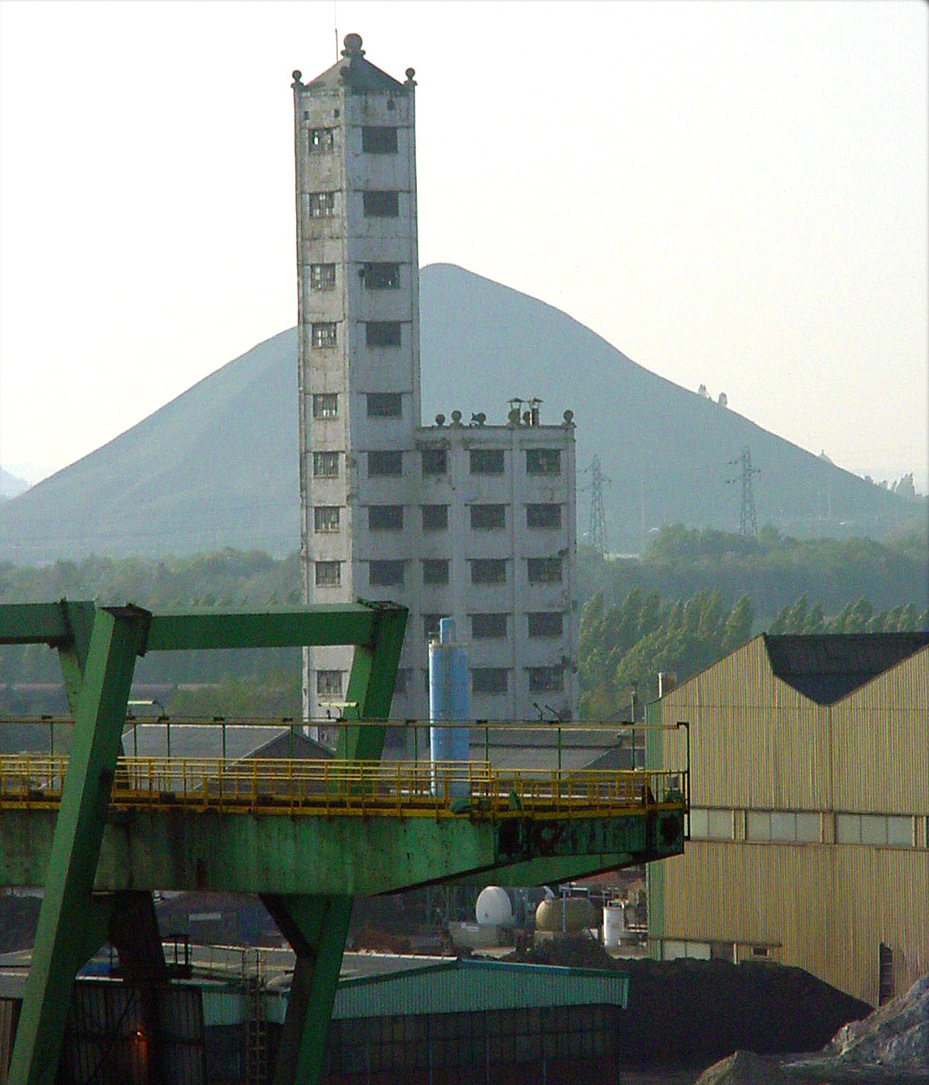
La tour à plomb de Métaleurop-Nord avant sa destruction à la suite de la mise en faillite de l'Usine par Glencore

### Pétrole contre nourriture
Dans l'affaire Pétrole contre nourriture, le fondateur de Glencore Marc Rich a été cité dans le rapport de Paul Volcker (Rapport Volcker) pour avoir versé des commissions occultes à Saddam Hussein, l'ancien président irakien.

### Colombie
En 2001, le groupe a, en Colombie sur le site des mines de charbon de Cerrejon, dont il est coexploitant, rasé le village de Tabaco, brûlé le contenu des tombes du cimetière et exproprié ses habitants de force avec la complicité des autorités et de l'armée. Malgré une décision de justice confirmée par la Cour suprême de Colombie de 2003 de devoir reconstruire le village et indemniser les habitants, celle-ci n'était toujours pas appliquée trois ans plus tard.
La société est aussi dénoncée par le syndicat des mineurs pour corruption et violations graves des droits de l'être humain. Ailleurs, à Bahia Portete (La Guajira) le peuple indien Wayuu a été chassé de ses terres ancestrales par, entre autres, une unité de l'armée habituellement "employée" par la mine pour surveiller ses installations ; une partie de la population, 43 personnes, a été massacrée et les survivants, 600 familles, expulsés au Venezuela .
Les atteintes à l'environnement (pollution atmosphérique, détournement de rivières, pollution de l'eau) avaient fait l'objet de promesses de Glencore aux populations touchées : approvisionnement suffisant en eau potable et réinstallation pour les villages touchés par la pollution de l'air.
En 2016, aucune des promesses n'est tenue, à l'exception d'un approvisionnement insuffisant en eau de qualité douteuse, et la société Glencore indique qu'il s'agit uniquement de retards dont les causes seraient dues en partie aux demandes peu claires des populations concernées.

### France
En 2003, Roselyne Bachelot, alors ministre de l'environnement avait qualifié Glencore de « voyou » après qu'il eut provoqué la faillite de Metaleurop Nord à Noyelles-Godault (usine métallurgique traitant principalement le plomb et le zinc, mais aussi de nombreux autres métaux, dont rares et/ou précieux) en laissant une vaste friche polluée, sans assumer les engagements antérieurs de l'entreprise à l'égard de l'environnement et de la situation sociale et sanitaire locale.

### Bolivie
En février 2007, le président bolivien Evo Morales nationalisa une mine d'étain détenue par une filiale de Glencore. Morales avait alors indiqué que le complexe minier, créé dans les années 1970 sous Hugo Banzer, avait été privatisé et vendu à Glencore par Gonzalo Sánchez de Lozada, le président chassé à la suite de la « guerre du gaz », qui s'était, selon Morales, enrichi illégalement lors de cette vente .

### Zambie
En Zambie, l'entreprise est accusée de mise en danger de la population, dégradation de l’environnement, pillage des ressources minières, évasion fiscale et transferts douteux via des paradis fiscaux ; à Kankoyo, quartier pauvre de la ville cuprifère zambienne de Mufulira où la compagnie Mopani (Mopani Copper Mines, 1re mine du pays, qui a été privatisée et est maintenant filiale à 70 % de Glencore et à 30 % de First Quantum Minerals Ltd (Canada) se montre très polluante, tout en étant gérée via des sociétés intermédiaires souvent implantées dans des paradis fiscaux, privant les populations locales et le pays des recettes fiscales dont ils devraient bénéficier en retour de l'exploitation de la ressource en cuivre.
La moitié environ des mineurs ne sont pas officiellement salariés de l'usine, et ont un accès difficile aux soins médicaux. Les salaires (3 livres/jour en 2011) sont corrects par rapport aux standards locaux, mais la vie est plus chère autour de la mine à cause de la pollution et de ses effets sur la santé, l'eau, l'agriculture et le refus d'autres acteurs à investir dans cet environnement, et il est interdit d'adhérer à un syndicat sous peine de licenciement selon l'ONG Sherpa.
Alors que les bénéfices de la compagnie n'ont cessé de grandir (le prix du cuivre est passé de moins de 2 000 $/t quand Glencore a acquis Mopani, à plus de 7 500 $/t en 2011), Mopani a été accusée d'évasion fiscale par un rapport d'audit commandé par les autorités zambiennes .
En janvier 2021, les mines de Mopani, lourdement déficitaires, sont à nouveau nationalisées en échange d'un dollar symbolique ainsi que d'une reprise de dettes estimées à 1,5 million de dollars. L'objectif du gouvernement zambien étant de retrouver un investisseur.

### Canada
Au Canada, l'entreprise est accusée de ne pas respecter les normes environnementale sur les émissions d'arsenic dans la ville de Rouyn-Noranda. Le film de Martin Frigon et Christian Mathieu Fournier explique ce que les citoyens du quartier Notre-Dame à Rouyn-Noranda, ce film s'intitule Notre-Dame-de-l'Arsenic.

### Procès pour corruption
En 2022, Glencore plaide coupable de corruption devant les justices américaine, brésilienne et britannique, mettant fin à des poursuites dans ces trois pays en échange du paiement d'une amende (estimée à 1,5 milliard de dollars). D'autres procédures lancées en Suisse et aux Pays-Bas restent, elles, actives.
En novembre 2022, Glencore est condamné par la justice britannique à payer 280 millions de livres, pour des faits de corruption dans différents pays d'Afrique (Nigeria, Cameroun, Côte d'Ivoire, Guinée équatoriale et Soudan du Sud).
En mai 2022, dans un procès devant la cour de district pour le district du Sud de New York (en), présidé par la juge Lorna G. Schofield (en), Glencore plaide coupable pour ses activités de corruption dans différents pays : Brésil, Cameroun, Côte d'Ivoire, Guinée équatoriale, Nigeria, république démocratique du Congo et Venezuela. Selon la justice, Glencore aurait versé plus de 100 millions de dollars pour corrompre différents dirigeants de ces pays. Sa coopération avec la justice américaine lui permet d'avoir une sanction financière réduite : la condamnation finale, rendue en février 2023, consiste en une amende de 428 millions de dollars et une confiscation de 272 millions de dollars,

### Courtage pétrolier
Dans ses activités de courtage pétrolier, Glencore aurait créé un mécanisme des préfinancements pétroliers qui a permis en Afrique à un pays de s'endetter sur ses revenus pétroliers à venir, souvent au bénéfice des dirigeants (voir kleptocratie et pétrole). Ceci a été dénoncé en Afrique du Sud, à la suite de la mise au jour par les journaux The Mail & The Guardian (20-27.05.05) de manœuvres frauduleuses ayant associé la société para-étatique PetroSA qui aurait en Afrique du Sud payé deux fois le prix d'un stock de condensat de gaz naturel à Glencore). En décembre 2003, Petro SA aurait avancé 25 millions de dollars a été impliqué dans le scandale Oil gate, 

Glencore a aussi signé un contrat pétrolier  avec le Sud-Soudan trois jours seulement après que celui-ci a accédé à l’indépendance ; la coentreprise nommée Petro Nile est contrôlée à 51 % par Nilepet, la compagnie nationale, et à 49 % par Glencore De même, le groupe aurait signé un contrat avec la National Oil Corporation de Libye pour l’approvisionner en essence et produits raffinés (avant la levée imminente annoncée des sanctions onusiennes.[réf. nécessaire]

### Spéculation sur les matières premières
Glencore est aussi accusé d'avoir spéculé sur la faim et les crises notamment en ayant provoqué une hausse du prix du blé en 2010, et en jouant sur les prix du carburant et des matières premières.

### République démocratique du Congo
Selon une enquête conjointe de la BBC et de la RTS, Glencore est actif dans le bassin du Congo via deux coentreprises ; Kamoto Copper Company (KCC) et DRC Copper and Cobalt Project (DCP) qui aurait acheté (75 % des parts en 2013, et 3 300 employés) Katanga Mining Limited via sa filiale la compagnie minière Kamoto Copper Company[incompréhensible]. Dans cette région du Katanga, du minerai de cuivre est extrait par des adolescents et des enfants, notamment dans les mines artisanales de Tilwezembe. Cette même enquête mentionne qu’à proximité de Kolwezi, une usine hydroindustrielle exploitée par Kamoto Copper Company rejetterait de l'acide sulfurique dans la rivière Luilu et la contaminerait, provoquant l'empoisonnement de la population locale. L'ONG Global Witness dénonce des actions de corruption.
Début décembre 2022, Glencore trouve un accord avec Kinshasa et accepte de payer 180 millions de dollars d'amende pour des faits de corruption.
En 2024, pour n'avoir pas cherché à empêcher des affaires de corruption au Congo, le Ministère public de la Confédération suisse inflige à Glencore (dont le siège est à Zoug) une amende de deux millions de francs suisses et une créance compensatrice de 150 millions de dollars. La collaboration de Glencore avec le ministère suisse lui permet de bénéficier d'une peine allégée.

### Prix de l'aluminium
L'entreprise London Metal Exchange ou LME (propriété de « Hong Kong Exchanges » et « Clearing SA ») a été attaquée dans le cadre de la loi antitrust des États-Unis à la suite d'une plainte groupée émise par des fabricants de produits en aluminium (véranda, coques, etc.), estimant qu'elle permettait à des entreprises (dont Goldman Sachs Group Inc. et Glencore Plc) de faire monter les prix de l'aluminium en réduisant l'approvisionnement de ce métal (avec jusqu'à 16 mois de retard d'exécution des commandes).
Les compagnies poursuivies ont nié les allégations portées à leur encontre, et au motif que l'entreprise LME exerce aussi une mission de délégation de service public pour le compte du Gouvernement du Royaume-Uni (mission visant la régulation des marchés, s'est étonné la juge américaine chargée du dossier). Elle a été considérée par le juge de district chargé à Manhattan d'instruire la plainte comme à l'abri des poursuites (immunité liée à la souveraineté du Royaume-Uni). Les auteurs de la plainte estiment pour leur part que le London Metal Exchange ne peut échapper au litige car il est plus actif pour les contrats d'entreposage à des fins commerciales dans le monde entier que dans sa mission réglementaire au Royaume-Uni. Ils accusent LME, avec Goldman et JPMorgan Chase & Co. d'ainsi augmenter leur profit au détriment des acheteurs.

### Nomination de Tony Hayward
En 2014, la nomination de Tony Hayward (en) comme président de Glencore Xstrata a été très controversée, notamment dans la City de Londres où certains investisseurs ont jugé cette nomination incompatible avec la direction du conglomérat (Tony Hayward est l'ancien président de BP, souvent considéré comme responsable de la catastrophe de Deepwater Horizon 4 ans plus tôt dans le Golfe du Mexique ; Hayward était déjà membre du conseil d'administration et président par intérim depuis que Sir John Bond avait été renversé lors de l'assemblée générale annuelle de 2010).
L'un des investisseurs institutionnels a vendu toutes ses parts dans Glencore en signe de protestation. Des investisseurs ou des personnalités avaient demandé la nomination d'un patron externe à l'entreprise pour rajeunir le conseil d'administration, et certains souhaitaient l'arrivée d'une femme, car comme l'avait dénoncé Vince Cable  Glencore était l'un des rares groupes de cette taille et le seul du FTSE 100 encore gouverné sans aucune femme dans le conseil d'administration, trois ans après la demande faite au précédent PDG par Vince Cable . Glencore a ensuite nommé une ancienne dirigeante minière canadienne Patrice Merrin dans le CA .

### Procès pour manipulation du marché
En 2022, Glencore plaide coupable dans une affaire de manipulation boursière devant la cour de district pour le district du Connecticut (en) aux États-Unis. L'entreprise est condamnée à payer une amende 341 millions de dollars et 144 millions de confiscation.

### Paradise Papers
En novembre 2017, les Paradise Papers ont incité les journalistes de Cash Investigation à enquêter sur Glencore. La diffusion de l'émission le 7 novembre 2017 montre la probable corruption des pouvoirs politiques congolais par Glencore via un intermédiaire, Dan Gertler, à propos des droits d'accès aux mines congolaises. Il semble également que les mines congolaises émettent des polluants de manière non contrôlée, affectant la santé des habitants.
Par ailleurs, le Consortium international des journalistes d'investigation a révélé que Glencore avait immatriculé 107 sociétés dans des paradis fiscaux,.
L'ONG Public Eye a déposé une dénonciation pénale contre Glencore en pointant l'acquisition par Glencore de participations minières en RDC avec des remises de tarifs controversées et négociées à l'aide de l'homme d'affaires Daniel Gertler.
À la suite de cette dénonciation de Public Eye, le Ministère public de la Confédération a ouvert en mai 2019 une procédure pour corruption de personnalité étrangère "contre inconnu".

Le Ministère public de la Confédération suisse a ouvert une deuxième enquête pénale sur les activités de Glencore au Congo en juin 2020,,, la procédure de 2020 pointant sur la même thématique étant dirigée cette fois-ci explicitement à l'encontre de Glencore. L'enquête porte sur le fait que Glencore n'aurait pas selon le MPC 
"mis en place des mesures organisationnelles pour empêcher des cas présumés de corruption en République démocratique du Congo (RDC), sur lesquels le Ministère public de la Confédération (MPC) enquête actuellement".

### Filmographie
- 2011 : Zambie : à qui profite le cuivre ? d'Audrey Gallet et Alice Odiot, production : Yami 2, durée : 52 minutes.